# اقتصاد أركنساس
أنتج اقتصاد أركنساس 119 مليار دولار أمريكي من الناتج المحلي الإجمالي في عام 2015.[1] توجد ست شركات من قائمة فورتشن 500 في أركنساس، بما في ذلك الشركة رقم 1 في العالم من حيث الإيرادات، وول مارت. بلغ نصيب الفرد من الدخل في أركنساس لعام 2010 36,027 دولارًا.[3] بلغ متوسط دخل الأسرة لمدة ثلاث سنوات من 2009-2011 كان $ 39,806، لتحتل المرتبة التاسعة والأربعين في الدولة.
وفقًا لـ CNBC، تحتل أركنساس حاليًا المرتبة الخامسة والثلاثين كأفضل ولاية للأعمال التجارية، حيث تحتل المرتبة العاشرة بين أقل تكلفة لممارسة الأعمال التجارية، وثامن أدنى تكلفة للمعيشة، وأفضل 41 قوة عاملة، وأفضل 29 مناخًا اقتصاديًا، و 41 من أفضل القوى العاملة المتعلمة، والمرتبة 41- أفضل بنية تحتية و32 بيئة تنظيمية صديقة. حصلت أركنساس على اثني عشر مركزًا في أفضل ولاية لتصنيف الأعمال منذ عام 2011.
تصنف أركنساس كواحدة من أفضل الولايات للعطاء الخيري. في عام 2011، أعطى أركانسانس 6.3 ٪ من دخلهم التقديري للجمعيات الخيرية، مما جعلها سابع أكثر الدول سخاء وعطاءاً. احتلت منطقة باين بلاف الحضرية المرتبة السابعة بين أكثر المناطق الحضرية الخيرية في البلاد خلال نفس الفترة الزمنية.

## الصادرات
بلغ إجمالي صادرات الولاية لعام 2011 5.6 مليار دولار. كانت الطائرات المدنية هي التصدير الاساسي من أركنساس في عام 2011 من حيث حصتها في السوق، بقيمة تقارب نصف مليار دولار. الدواجن والقطن والأرز، والمصفوفات، والذخيرة، والمواد الكيميائية العضوية، والصلب، وممتص الصدمات هي أيضا صادرات مهمة من أركنساس. شركة داسو فالكون جيت في ليتل روك هي واحدة من أكبر الشركات المملوكة للأجانب في ولاية اركنسو.
شمل شركاء التصدير الأساسيين في أركنساس في عام 2011
- كندا (24.9٪)
- المكسيك (12.1٪)
- الصين (7.4٪)
- اليابان (3.8٪)
- كوريا الجنوبية (3.5٪)
- فرنسا (3.0٪)
- سنغافورة (3.0٪).

كما تحتل الولاية المرتبة الثالثة من حيث تربية الأحياء المائية لأسماك القرموط، حيث تم استزراع القرموط بحوالي 19200 فدان (78 كم 2) في عام 2010. وكانت ذروة استزراع سمك السلور في الولاية في عام 2002، عندما كانت 38000 فدان (150 كم 2) مزروعة. . في عام 2007، حقق منتجو سمك السلور في الولاية مبيعات بلغت 71.5 مليون دولار - 16 في المائة من إجمالي سوق الولايات المتحدة. كانت أركنساس أول ولاية تقوم بتطوير مزارع تجارية لأسماك السلور في أواخر الخمسينيات من القرن الماضي. نما عدد مزارع سمك السلور في الولاية خلال التسعينيات حيث دخل المزارعون في تجارة سمك السلور كوسيلة لتوفير دخل إضافي خلال فترة انخفاض أسعار القطن وفول الصويا.

## أكبر شركات أركنساس

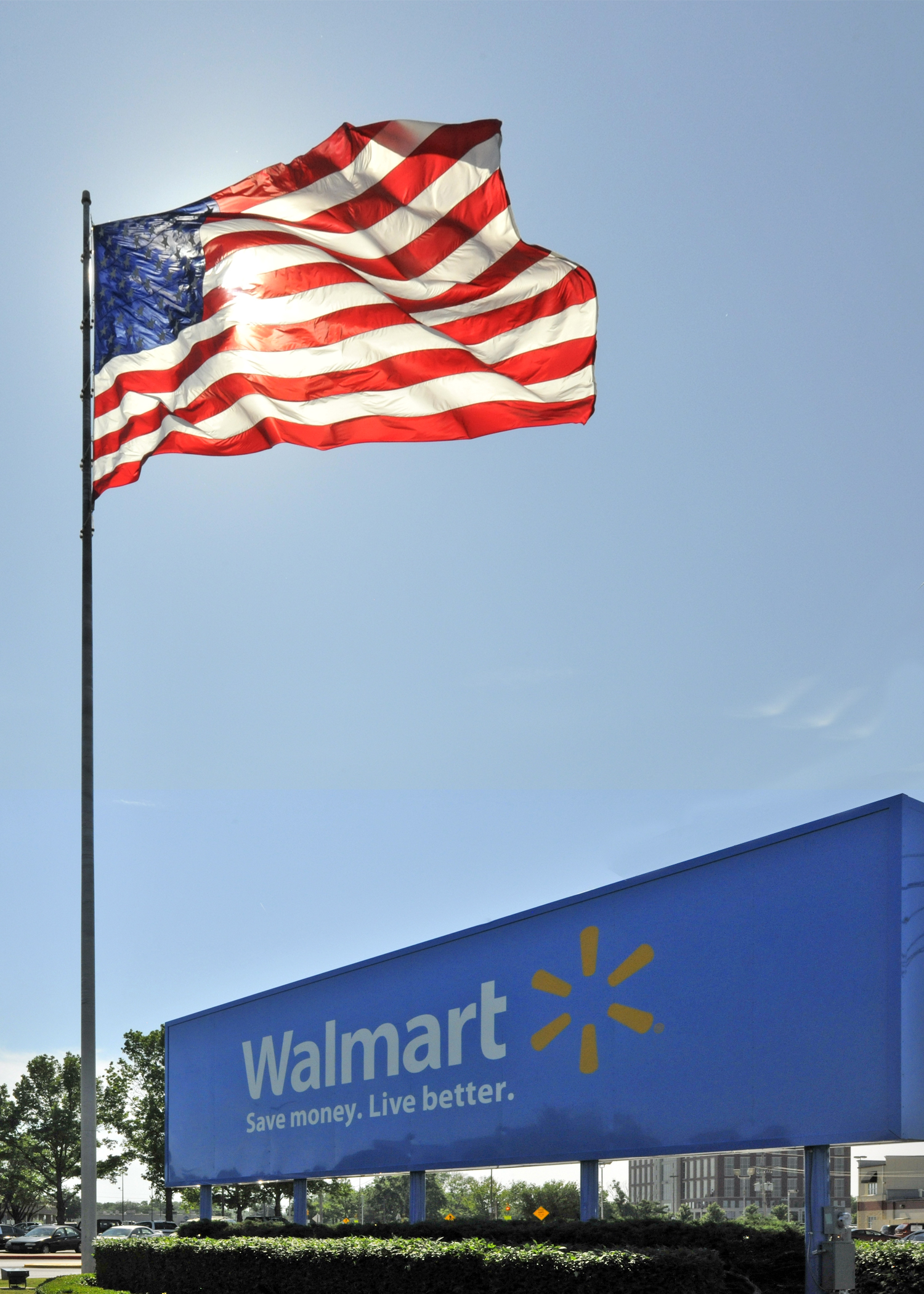
وول مارت مكتب المنزل في بنتونفيل

### الشركات العامة
يسرد الجدول التالي الشركات العامة التي يقع مقرها في ولاية أركنساس بايرادات عام 2017 ووضعها في قائمة فورتشن 1000 من أكبر الشركات الأمريكية.
| رتبة الدولة حسب الإيرادات | اسم الشركة   | الوطنية رتبة | الإيرادات (مليارات الدولارات) تقديرات عام 2012 | مدينة المقر | قطاع نيكس                                         |
| ------------------------- | ------------ | ------------ | ---------------------------------------------- | ----------- | ------------------------------------------------- |
| 1                         | وول مارت     | 1            | 500.3                                          | بنتونفيل    | تجارة التجزئة / نوادي المستودعات والمراكز الفائقة |
| 2                         | تايسون فودز  | 80           | 38.3                                           | سبرينجديل   | جميع الصناعات الغذائية المتنوعة الأخرى            |
| 3                         | ميرفي        | 279          | 10.9                                           | الدورادو    | المتاجر الصغيرة                                   |
| 4                         | جي بي هانت   | 395          | 7.2                                            | لويل        | ترتيب نقل البضائع                                 |
| 5                         | ديلارد       | 439          | 6.4                                            | ليتل روك    | المتاجر الكبرى                                    |
| 6                         | تيار الرياح  | 474          | 5.8                                            | ليتل روك    | خدمات الاتصالات، غير مصنفة في مكان آخر            |
| 7                         | شركة أركبيست | 763          | 2.8                                            | فورت سميث   | الشحن العام بالشاحنات                             |
| 8                         | زيت مورفي    | 902          | 2.2                                            | الدورادو    | استخراج النفط الخام                               |

### الشركات الخاصة
يسرد الجدول التالي الشركات الخاصة الوحيدة التي يقع مقرها الرئيسي في أركنساس بإيرادات 2011 على $1 مليار.
| رتبة الدولة حسب الإيرادات | اسم الشركة   | الوطنية رتبة | الإيرادات (بمليارات الدولارات) تقديرات 2007 | الموظفون | مدينة المقر | قطاع نيكس                        |
| ------------------------- | ------------ | ------------ | ------------------------------------------- | -------- | ----------- | -------------------------------- |
| 1                         | جولدن ليفينج | 154          | 2.73                                        | 42,000   | فورت سميث   | الخدمات الفردية والعائلية الأخرى |

## الطاقة

### الإنتاج

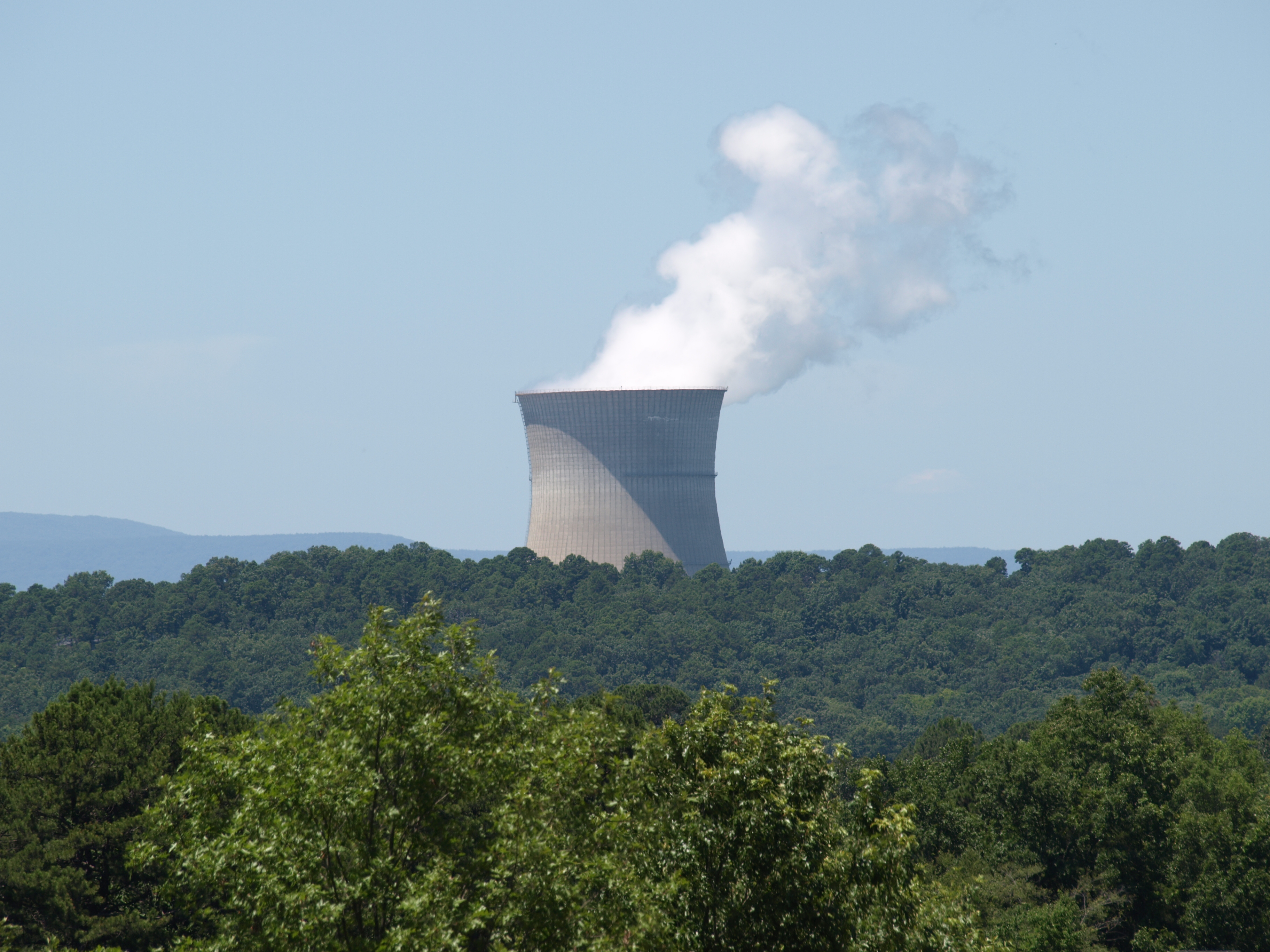
المفاعلات النووية في أركنساس النووية واحدة في راسلفيل تزويد ولاية ميسوري وغيرها من الدول بالكهرباء.

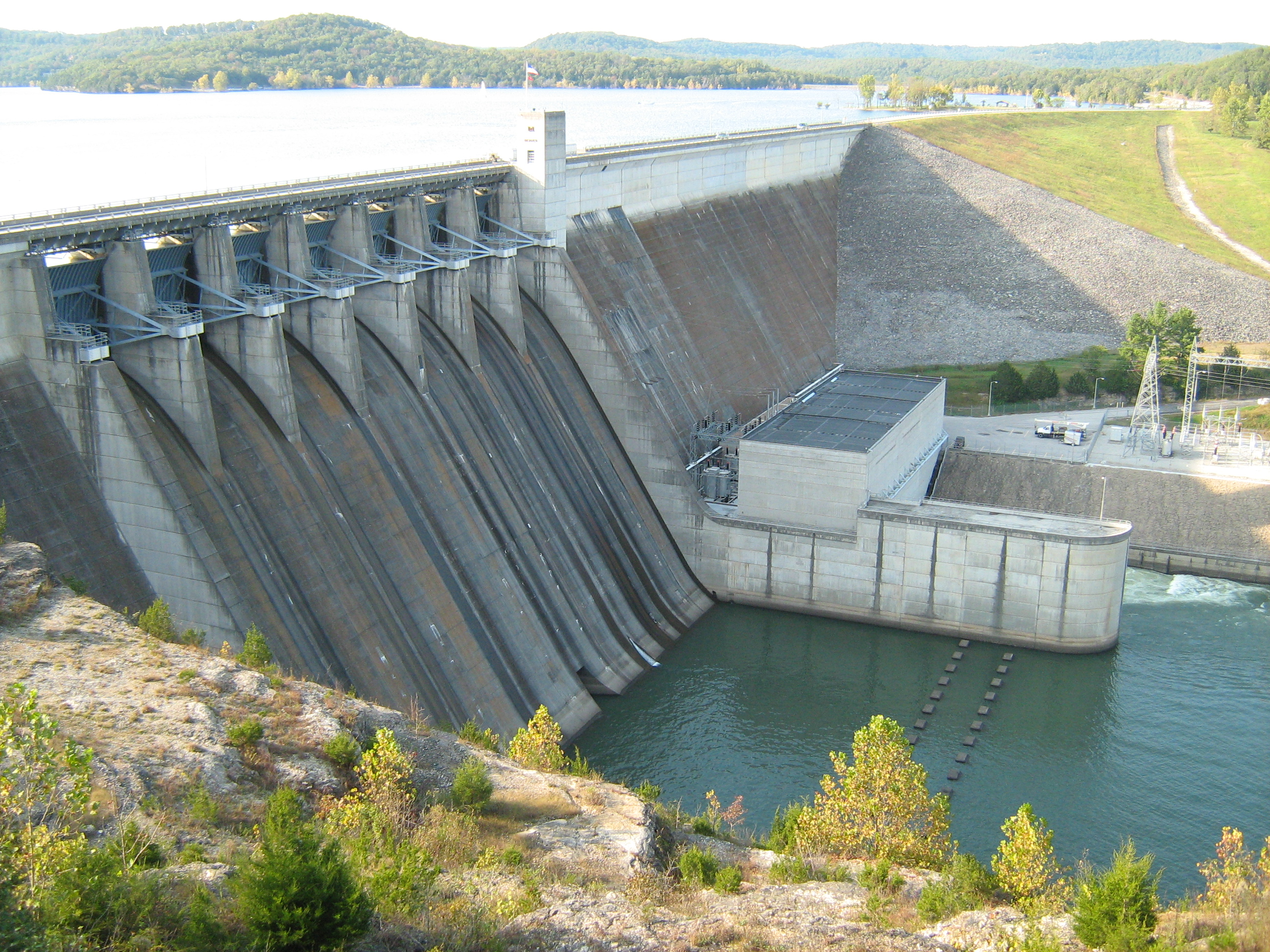
سد بيفر في مقاطعة كارول قادر على إنتاج الطاقة في القدرات.

أنتجت أركنساس 588.700.000.000.000 وحدة حرارية بريطانية (1.725 × 1011 كيلو واط ساعة) في عام 2007، معظمها من الفحم والنفط والطاقة النووية ومصادر الطاقة المتجددة. في عام 2007، كان 46.2٪ من إنتاج الطاقة في أركنساس من الغاز الطبيعي، و 27.6٪ من الطاقة النووية، و 19.9٪ من مصادر متجددة، و 6.2٪ من الوقود الأحفوري. تستورد أركنساس البترول لاستخدامه في قطاع النقل ولكنها مصدر صافٍ للطاقة الكهربائية، حيث تبيع 20.400.000.000.000 وحدة حرارية بريطانية (6.0 × 109 كيلو وات ساعة) إلى شبكة الكهرباء الوطنية في عام 2007. تتسبب الطبيعة الريفية لأركنساس في إنفاق أركانسان على الطاقة أكثر من المتوسط الوطني. بسبب النقل، فقد 65 ٪ من الكهرباء في طريقها إلى المستهلكين في عام 2007. تؤدي الكثافة السكانية المنخفضة للولاية إلى ارتفاع تكاليف الكهرباء والمزيد من جالونات الوقود المستخدمة لكل مركبة. تستهلك أركنساس المزيد من الغاز الطبيعي والطاقة المتجددة ووقود أحفوري أقل من المتوسط الوطني.
بدأ إنتاج البترول في أركنساس بازدهار في أوائل العشرينات من القرن الماضي في جنوب أركنساس. أنتجت إلى حد كبير من قبل الاتحاد، لافاييت، كولومبيا، وأواتشيتا، بدأت الطفرة عندما تم الانتهاء من بئر بوسي رقم 1 في 10 يناير 1921. وخاصة الدورادو وسماكوفر، انفجر إنتاج النفط في جزء كبير من اقتصاد أركنساس. اليوم، يعتبر البترول جزءا صغيرا من اقتصاد الدولة، ومع ذلك تظل الصناعة واحدة من أكبر أرباب العمل في المنطقة. اليوم، تشمل بقايا الطفرة النفطية مورفي أويل، وهو تاجر تجزئة للبنزين ومتحف أركنساس للموارد الطبيعية، والذي يُطلع الزوار على تاريخ النفط في المنطقة. تنتج مصفاتان هما مصفاة الدورادو وال مصفاة سماكوفر إنتاج مجتمعة 76,800 برميل لكل يوم (12,210 م3/ي).
أصبح الغاز الطبيعي مصدرًا مهمًا للطاقة والنشاط الاقتصادي في شمال وسط أركنساس. أثر التصدع الهيدروليكي في صخر فايتفيل على جزء كبير من اقتصاد المنطقة، بما في ذلك مقاطعات كليبورن وكونواي وفولكنر وفان بورين ووايت. احتلت الدولة المرتبة 12 من حيث الإنتاج التسويقي للغاز الطبيعي في عام 2007. ومع ذلك، فإن المخاوف الصحية والبيئية، بما في ذلك المسؤولية المحتملة عن الزلازل تسمى غي - جرينبرير زلزال سرب تباطأ التطور المستمر للنشاط في المنطقة.
على الرغم من أنه يمثل جزءًا صغيرًا من مزيج إنتاج الطاقة في أركنساس، إلا أنه يتم تعدين احتياطيات الفحم في الولاية. يقع الفحم في الغالب في وادي نهر أركنساس في غرب أركنساس. الدولة لديها رواسب كبيرة من الليغنيت كذلك. يحتوي فحم أركنساس على نسبة منخفضة جدًا من الكبريت مقارنة بالمتوسطات الوطنية.
تلعب الطاقة المتجددة دورا مهما في دورة إنتاج واستهلاك الطاقة في أركنساس. اتضمن مزيج الطاقة في الولاية 10٪ من مصادر الطاقة المتجددة، مقارنة بالمتوسط الوطني البالغ 5.7٪ ، في عام 2007. الطاقة الكهرومائية هي أكبر مصدر للطاقة المتجددة في الولاية. تمتلك جميع السدود مثل بيفر، وبول شولز، وجريرز فيري، وداردانيل لوك آند دام، القدرة على إنتاج الطاقة الكهرومائية. على الرغم من أن أركنساس تحتل المرتبة 27 على الصعيد الوطني في إمكانات طاقة الرياح، إلا أن الولاية لديها عدد قليل من توربينات الرياح المثبتة. ومع ذلك، أكبر مصنع لتصنيع شفرات التوربينات في العالم، كمصنعي LM لطاقة الرياح ونوردكس، شركة مكونات التوربينات لديها مرافق إضافية في الولاية.

## ضرائب الدولة
تفرض أركنساس ضريبة دخل الولاية بستة مستويات، تتراوح من 1.0٪ إلى 7.0٪. يتم إعفاء أول 9000 دولار من الراتب العسكري للأفراد المجندين من ضريبة أركنساس؛ لا يتعين على الضباط دفع ضريبة دخل الدولة على أول 6000 دولار من رواتبهم العسكرية. لا يدفع المتقاعدون أي ضريبة على الضمان الاجتماعي، أو على أول 6000 دولار مكسب على معاشاتهم التقاعدية إلى جانب استرداد أساس التكلفة. يُعفى سكان تيكساركانا، أركنساس من ضريبة الدخل؛ يتم أيضًا إعفاء الأجور والدخل التجاري الذي يكسبه سكان تيكساركانا بولاية تكساس هناك. يبلغ إجمالي ضريبة المقبوضات (المبيعات) وضريبة التعويض (الاستخدام) في أركنساس 6٪ حاليًا.
كما أوضحت الدولة أن تخضع الخدمات المختلفة لتحصيل ضريبة المبيعات. وهي تشمل خدمات الهدم والقطر؛ النقل مقابل الاستئجار التنظيف الجاف والغسيل ثقب الجسم والوشم والتحليل الكهربائي؛ مكافحة الآفات؛ مراقبة الأمن والإنذار؛ مرافق التخزين الذاتي تخزين القوارب والرسو؛ وخدمات العناية بالحيوانات الأليفة وتربية الكلاب.
إلى جانب ضريبة المبيعات الحكومية، هناك أكثر من 300 ضريبة محلية في أركنساس. تتمتع المدن والمحافظات بسلطة سن مبيعات محلية إضافية واستخدام الضرائب إذا تم تمريرها من قبل الناخبين في منطقتهم. هذه الضرائب المحلية لها سقف أو سقف؛ لا يمكن أن تتجاوز 25 دولارًا لكل 1٪ من الضريبة المقدرة. يتم تحصيل هذه الضرائب الإضافية من قبل الدولة، والتي توزع الأموال مرة أخرى إلى السلطات القضائية المحلية شهريًا. يُسمح لدافعي الضرائب ذوي الدخل المنخفض الذين يبلغ إجمالي دخل الأسرة السنوي بها أقل من 12000 دولار بإعفاء من ضريبة المبيعات لاستخدام الكهرباء.
مبيعات المشروبات الكحولية تمثل الضرائب المضافة. تُفرض ضريبة مشروبات مختلطة إضافية بنسبة 10٪ على بيع المشروبات الكحولية (باستثناء البيرة) في المطاعم. تُفرض ضريبة بنسبة 4٪ على بيع جميع المشروبات المختلطة (باستثناء البيرة والنبيذ) التي تُباع للاستهلاك «المحلي». ضريبة 3٪ مستحقة على البيرة المباعة للاستهلاك خارج المبنى.
الضرائب العقارية يتم تقييمها على الممتلكات العقارية والشخصية؛ بنسبة 20 ٪ فقط من القيمة كقاعدة ضريبية.

## روابط خارجية
- لجنة التنمية الاقتصادية أركنساس
- مركز أركنساس للأعمال الصغيرة وتطوير التكنولوجيا